# Saint-Just-en-Chevalet
Saint-Just-en-Chevalet és un municipi francès situat al departament del Loira i a la regió d'Alvèrnia-Roine-Alps. L'any 2007 tenia 1.199 habitants.

## Demografia

### Població
El 2007 la població de fet de Saint-Just-en-Chevalet era de 1.199 persones. Hi havia 520 famílies de les quals 206 eren unipersonals (81 homes vivint sols i 125 dones vivint soles), 161 parelles sense fills, 125 parelles amb fills i 28 famílies monoparentals amb fills.
La població ha evolucionat segons el següent gràfic:
Habitants censats

### Habitatges
El 2007 hi havia 727 habitatges, 543 eren l'habitatge principal de la família, 82 eren segones residències i 103 estaven desocupats. 555 eren cases i 171 eren apartaments. Dels 543 habitatges principals, 344 estaven ocupats pels seus propietaris, 180 estaven llogats i ocupats pels llogaters i 18 estaven cedits a títol gratuït; 3 tenien una cambra, 28 en tenien dues, 127 en tenien tres, 160 en tenien quatre i 225 en tenien cinc o més. 337 habitatges disposaven pel capbaix d'una plaça de pàrquing. A 252 habitatges hi havia un automòbil i a 188 n'hi havia dos o més.

### Piràmide de població
La piràmide de població per edats i sexe el 2009 era:
| Homes | Edats   | Dones |
| ----- | ------- | ----- |
| 0     | 95 o +  | 0     |
| 12    | 90 a 94 | 8     |
| 8     | 85 a 89 | 16    |
| 16    | 80 a 84 | 20    |
| 32    | 75 a 79 | 40    |
| 20    | 70 a 74 | 36    |
| 64    | 65 a 69 | 44    |
| 48    | 60 a 64 | 52    |
| 24    | 55 a 59 | 28    |
| 64    | 50 a 54 | 68    |
| 32    | 45 a 49 | 36    |
| 20    | 40 a 44 | 12    |
| 60    | 35 a 39 | 60    |
| 48    | 30 a 34 | 36    |
| 44    | 25 a 29 | 56    |
| 24    | 20 a 24 | 24    |
| 28    | 15 a 19 | 24    |
| 44    | 10 a 14 | 60    |
| 24    | 5 a 9   | 32    |
| 24    | 0 a 4   | 32    |

## Economia
El 2007 la població en edat de treballar era de 670 persones, 492 eren actives i 178 eren inactives. De les 492 persones actives 452 estaven ocupades (250 homes i 202 dones) i 39 estaven aturades (18 homes i 21 dones). De les 178 persones inactives 95 estaven jubilades, 33 estaven estudiant i 50 estaven classificades com a «altres inactius».

### Ingressos
El 2009 a Saint-Just-en-Chevalet hi havia 568 unitats fiscals que integraven 1.163,5 persones, la mediana anual d'ingressos fiscals per persona era de 15.792 €.

### Activitats econòmiques
Dels 100 establiments que hi havia el 2007, 2 eren d'empreses extractives, 4 d'empreses alimentàries, 7 d'empreses de fabricació d'altres productes industrials, 12 d'empreses de construcció, 25 d'empreses de comerç i reparació d'automòbils, 6 d'empreses de transport, 8 d'empreses d'hostatgeria i restauració, 6 d'empreses financeres, 3 d'empreses immobiliàries, 5 d'empreses de serveis, 12 d'entitats de l'administració pública i 10 d'empreses classificades com a «altres activitats de serveis».
Dels 38 establiments de servei als particulars que hi havia el 2009, 1 era una gendarmeria, 1 oficina de correu, 5 oficines bancàries, 3 funeràries, 6 tallers de reparació d'automòbils i de material agrícola, 1 paleta, 1 guixaire pintor, 3 fusteries, 3 lampisteries, 2 electricistes, 4 perruqueries, 1 veterinari, 1 agència de treball temporal, 3 restaurants, 1 agència immobiliària, 1 tintoreria i 1 saló de bellesa.
Dels 13 establiments comercials que hi havia el 2009, 1 era un supermercat, 1 una botiga de menys de 120 m², 2 fleques, 2 carnisseries, 2 botigues de roba, 1 una botiga d'electrodomèstics, 1 un drogueria, 1 una perfumeria i 2 floristeries.
L'any 2000 a Saint-Just-en-Chevalet hi havia 25 explotacions agrícoles que ocupaven un total de 812 hectàrees.

## Equipaments sanitaris i escolars
El 2009 hi havia 2 farmàcies i 2 ambulàncies.
El 2009 hi havia 2 escoles elementals. Saint-Just-en-Chevalet disposava de 2 col·legis d'educació secundària amb 284 alumnes.

## Poblacions més properes
El següent diagrama mostra les poblacions més properes.